# قانون مالی بریتانیا

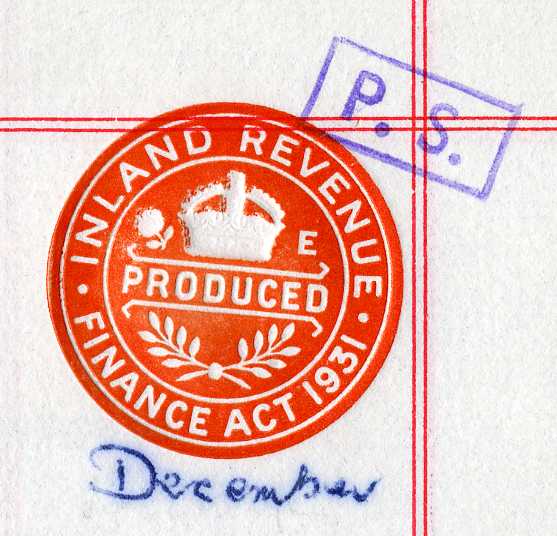
مهر برجسته ای که گواهی می‌دهد که یک وسیله نقلیه مطابق با قانون مالی ۱۹۳۱ تولید شده‌است.

قانون مالی بریتانیا، سرفصل قانون بودجه‌ای است که توسط پارلمان بریتانیا وضع می‌شود و مقررات متعددی در مورد مالیات، عوارض و به‌ویژه نرخ‌های مالیات اصلی را برای هر سال مالی تعیین می‌کند.